# Aliboron bukidnoni
Aliboron bukidnoni är en skalbaggsart som beskrevs av Antonio Vives 2005. Aliboron bukidnoni ingår i släktet Aliboron och familjen långhorningar.
Artens utbredningsområde är Filippinerna. Inga underarter finns listade i Catalogue of Life.